# Бер (дем)
Бер (на гръцки: Δήμος Βέροιας, Димос Верияс) е дем в област Централна Македония на Република Гърция. Център на дема е едноименният град Бер (Верия).

## Селища
Дем Бер е създаден на 1 януари 2011 година след обединение на пет стари административни единици – демите Апостол Павел, Бер, Вергина, Доврас, Македонида по закона Каликратис.

### Демова единица Апостол Павел
Според преброяването от 2001 година дем Апостол Павел (Δήμος Αποστόλου Παύλου) с център в Макрохори (Микрогуш) има 8579 жители и в него влизат следните демови секции и селища в областта Сланица и областта Урумлък:
- Демова секция Макрохори

- село Макрохори (Μακροχώρι, старо Микрогуш)

- Демова секция Брайнат

- село Брайнат (Νέα Νικομήδεια, Неа Никомидия)

- Демова секция Дяватос

- село Дяватос (Διαβατός)

- Демова секция Кулура

- село Кулура (Κουλούρα)

- Демова секция Луковища

- село Ново Луковища (Νέα Λυκόγιαννη, Неа Ликояни)
- село Луковища (или Ликовища, Παλαιά Λυκόγιαννη, Палеа Ликояни)

### Демова единица Бер
Според преброяването от 2001 година дем Бер има 43 683 жители и в него влизат град Бер и следните демови секции и селища:
- Демова секция Бер

- град Бер (Βέροια, Верия)
- село Кидонохори (Κυδωνοχώρι)
- село Лазохори (Λαζοχώρι)
- село Меси (Μέση, старо Меч)
- село Тарамон (Ταγαροχώρι, Тагарохори)

- Демова секция Агия Варвара

- село Агия Варвара (Αγία Βαρβάρα)

- Демова секция Амос

- село Амос (Άμμος, старо Кумщица)

- Демова секция Асомата

- село Асомата (Ασώματα)

- Демова секция Георгяни

- село Георгяни (Γεωργιανοί, старо Топляни)
- село Левкопетра (Λευκόπετρα, старо Извор)

- Демова секция Долно Шел

- село Долно Шел (Κάτω Βέρμιο, Като Вермио)

- Демова секция Кастания

- село Кастания (Καστανιά)
- село Микра Санда (Μικρά Σάντα, старо Църковяни)

- Демова секция Кумария

- село Кумария (Κουμαριά, старо Доляни)
- село Ксироливадо (Ξηρολίβαδο)

- Демова секция Асоматски манастир

- село Асоматски манастир (Προφήτης Ηλίας)

- Демова секция Рахи

- село Рахи (Ράχη, старо Рахово)

- Демова секция Трипотамос

- село Трипотамос (Τριπόταμος, старо Лужица)
- село Като Комнинио (Κάτω Κομνήνειο)
- село Комнинио (Κομνήνειο, старо Куманич)

### Демова единица Вергина
Според преброяването от 2001 година дем Вергина (Δήμος Βεργίνας) с център Вергина има 2478 жители и в него влизат следните демови секции и селища и 1 манастир в областта Урумлък:
- Демова секция Вергина

- село Вергина (Βεργίνα, Кутлеш и Барбеш)

- Демова секция Палатиция

- село Палатиция (Παλατίτσια)

- Демова секция Метохи

- село Метохи (Μετόχι)

- Демова секция Сикия

- село Сикия (Συκιά)

### Демова единица Добра
Според преброяването от 2001 година дем Добра (Δήμος Δοβρά) с център в Янчища (Агиос Георгиос) има 5154 жители и в него влизат следните демови секции и селища в областта Сланица и планината Каракамен (Вермио):
- Демова секция Янчища

- село Янчища (Άγιος Γεώργιος, Агиос Георгиос)

- Демова секция Света Марина

- село Света Марина (Αγία Μαρίνα, Агия Марина)

- Демова секция Туркохор

- село Туркохор (Πατρίδα, Патрида)
- Добренски манастир (Καλή Παναγία, Кали Панагия)

- Демова секция Чорново

- село Чорново (Φυτεία, Фития)
- село Костохори (Κωστοχώρι)
- село Ляноврохи (Λιανοβρόχι)
- село Агиос Николаос (Άγιος Νικόλαος, Агиос Николаос)

- Демова секция Яворница

- село Яворница (Τρίλοφο, Трилофо)

### Демова единица Македонида
Според преброяването от 2001 година дем Македонида (Δήμος Μακεδονίδος) с център в Ризомата има 2346 жители и в него влизат следните демови секции и селища и 1 манастир:
- Демова секция Ризомата

- село Ризомата (Ριζώματα, старо Бощани)

- Демова секция Даскио

- село Даскио (Δάσκιο, старо Драчко, Драчкуп, Дирачко)

- Демова секция Полидендно

- село Полидендро (Πολύδενδρο, старо Куково, Коково, Кукова)
- село Елафина (Ελαφίνα, старо Спорлита, Спурлита)
- манастир „Свети Йоан Предтеча“ (Μονή Τιμίου Προδρόμου)
- село Порос (Πόρος)
- село Харадра (Χαράδρα, старо Братинища)

- Демова секция Сфикия

- село Сфикия (Σφηκιά, старо Восово, Восова)